# Brzeziny (Janów Lubelski)
Pour les articles homonymes, voir Brzeziny (homonymie).
Brzeziny (prononciation : [bʐɛˈʑinɨ]) est un village polonais de la gmina de Modliborzyce dans le powiat de Janów Lubelski de la voïvodie de Lublin dans l'est de la Pologne.
Il se situe à environ 13 kilomètres à l'ouest de Janów Lubelski (siège du powiat) et 60 kilomètres au sud de Lublin (capitale de la voïvodie).
Le village comptait approximativement une population de 150 habitants en 2015.

## Histoire
De 1975 à 1998, le village est attaché administrativement à la voïvodie de Tarnobrzeg.

Depuis 1999, il fait partie de la voïvodie de Lublin.